# Zouk Mikael
Pour les articles homonymes, voir Mikaël (homonymie).
Zouk Mikael (arabe : ذوق مكايل) est une ville du caza de Kesrouan dans la région du Mont-Liban. Zouk Mikael tire son nom d'un chef turkmène du temps des Mamelouks. La ville est connue pour son souk datant de l'ère ottomane et restauré entre 1988 et 1995.

L'UNESCO a nommé Zouk Mikael "ville de la Paix" en 1999.

## Histoire
- 1304 : après trois ans de siège, les troupes du gouverneur mamelouk de Damas prennent le Kesrouan et détruisent les églises et brûlent les villages dont Zouk Mikael. Jusque-là, la population maronite avait victorieusement résisté aux Mamelouks et aux Croisés.
- 1541 : les Ottomans occupent la région et de nombreuses familles damascènes s'installent à Zouk Mikael ; à leur départ, la famille Al-Khazen rachète toutes leurs terres.
- 1832 : la population de Zouk Mikael se bat contre le monopole du pacha égyptien sur le commerce de la soie.
- 1840 : des représentants des communautés catholiques, druzes et maronites se réunissent et décident de lutter activement contre le gouvernement de Bachir Chehab II.
- 1845 : révolte contre le régime du double caïmacanat.
- 1858 : Zouk Mikael est le centre de la révolte paysanne menée par Elias Mounayar contre le pouvoir féodal des Al-Khazen.
- 1860 : fin de la révolte et début des troubles entre les communautés druzes et maronites.
- 1861 : début d'une émigration massive.
- 1884-1914 : Zouk Mikael est le siège du caza de Kesrouan et connait une ère de stabilité et de commerce florissant.
- 1914-1918 : la population de Zouk Mikael souffre de la famine durant la première Guerre mondiale. La municipalité doit contrôler le prix et le commerce du blé.
- Décembre 1912 : élection du premier conseil municipal élu (depuis 1861, des administrateurs étaient désignés).

## Administration
| Période                                  | Période | Identité      | Étiquette | Qualité |
| ---------------------------------------- | ------- | ------------- | --------- | ------- |
| 1963                                     | 2016    | Nouhad Nawfal |           |         |
| 2016                                     |         | Elias Beaino  |           |         |
| Les données manquantes sont à compléter. |         |               |           |         |

## Économie
Le souk de Zouk Mikael est renommé pour ses artisans. La ville est célèbre pour ses massepains (marzipan) (مرصبان).

## Sites et monuments
Le souk est la principale attraction de la ville. Il y a également un musée, le
Musée Elias Abou Chabkeh, situé dans l'ancienne maison du poète. Un amphithéâtre en plein air, construit dans le style romain et abritant les manifestations du festival Liban Jazz a été récemment bâti.

Zouk Mikael comporte de nombreuses églises :
- Cathédrale maronite Saint-Doumit de 1728 et qui fut restaurée par la famille Abi Chaker[réf. souhaitée].
- Église Saint-Georges de 1709.
- Église Notre-Dame de Bon-Secours comportant deux églises, l'une de 1850 et une église plus récente bâtie en 1966.
- Église Saint-Basile.

Il y a six monastères à Zouk Mikael.
- Monastères maronites :
  - Couvent Notre-Dame de l'Annonciation de 1836.
  - Couvent des Sœurs de la Charité de 1851 comportant une institution scolaire et une clinique.
  - Couvent Notre-Dame du Salut (maronite) de 1889 où des innocents furent massacrés le 27 février 1994.
- Monastères melkites :
  - Couvent Notre-Dame de l'Annonciation de 1730.
  - Couvent Saint-Michel de 1750, comportant une institution scolaire.
  - Couvent Notre-Dame des Louanges.

## Personnalités
- Selim Takla († le 11 janvier 1945), homme politique libanais, ministre des affaires étrangères et vice premier ministre du gouvernement d'Abdel Hamid Karamé.
- Elias Abou Chabkeh (° en 1903 à Providence (Rhode Island) - † le 27 janvier 1947), poète.
- Henri de Lagrevol (1905-1980), jésuite, mort à Zouk-Mikael.
- Mère Marie de la Croix Zgheib (° le 20 mars 1906 - † le 2 juillet 1994), religieuse, fondatrice de l'ordre des Sœurs de la Croix le 15 août 1929.
- Nohad Boueiz (° en 1908 à Zouk Mikaël - † le 1er août 1990), avocat et homme politique libanais, grand officier de la Légion d'honneur.
- Antoine Kazan (° le 5 août 1927 - † le 10 mars 1973), avocat et critique littéraire.
- Rached Abi Chaker, sculpteur, peintre et artisan, maitre du métier à tisser, il est le premier à intégrer des dessins et des couleurs aux fils de soie du métier, il détient plusieurs médailles honorifiques offertes par les grandes personnalités de l'époque dont : la Reine Victoria , le Pape Leon XIII , ainsi que le sultan ottoman...
- Melhem Abi Chaker, maire de Zouk Mikaël (1922 - 1928), choisi par le général Weygand pendant le mandat français au Liban.
- Fouad Naffah (1er mars 1925 - † 9 avril 2017), homme politique libanais, ancien ministre des affaires étrangères.

## Familles importantes de Zouk
- Abi Chaker : Ancienne famille féodale Originaire de Deir el Qamar. La famille Abi Chaker descendrait de la famille Baz, cette dernière reçoit le titre de "Cheikh" sous le règne de l'émir Youssef Chehab. La plupart de ses membres se feront prévaloir du titre ottoman de "Beik" par la suite.
- Abou Chabke : Famille du grand poète Elias Abou Chabke.
- Kobaiter
- Khalil
- Doumiati
- ZED
- Boueiz : Famille de hauts fonctionnaires, députés et ministres.
- Darwiche
- Doummar
- Kazan : Famille du grand juriste et écrivain Antoine Kazan.
- Naffah
- Takla
- Trad
- Mougharbel
- Salamouni

## Jumelage
- Eu (Seine-Maritime) (France) depuis 2003
- Rueil-Malmaison (France) depuis le 18 avril 2009